# الديار (فرع العدين)

تعديل مصدري - تعديل

الديار محلة تابعة لقرية الثلث، التابعة لعزلة بني أحمد والثلث بمديرية فرع العدين إحدى مديريات محافظة إب في الجمهورية اليمنية، بلغ تعداد سكانها 26 حسب تعداد اليمن لعام 2004.